# Habronestes
Habronestes là một chi nhện trong họ Zodariidae.

## Các loài
Các loài trong chi này gồm:
- Habronestes archiei Baehr, 2008
- Habronestes australiensis (O. P.-Cambridge, 1869)
- Habronestes bicornis Baehr, 2003
- Habronestes boq Baehr, 2008
- Habronestes bradleyi (O. P.-Cambridge, 1869)
- Habronestes braemar Baehr, 2008
- Habronestes calamitosus Jocqué, 1995
- Habronestes clausoni Baehr, 2008
- Habronestes dickmani Baehr, 2008
- Habronestes diocesegrafton Baehr, 2008
- Habronestes driscolli Baehr, 2003
- Habronestes drummond Baehr, 2008
- Habronestes gallowayi Baehr, 2008
- Habronestes gayndah Baehr, 2008
- Habronestes giganteus Baehr, 2003
- Habronestes grahami Baehr, 2003
- Habronestes grayi Baehr, 2003
- Habronestes grimwadei (Dunn, 1951)
- Habronestes gumbardo Baehr, 2008
- Habronestes hamatus Baehr, 2003
- Habronestes hebronae Baehr, 2003
- Habronestes helenae Baehr, 2003
- Habronestes hooperi Baehr, 2008
- Habronestes hunti Baehr, 2003
- Habronestes jankae Baehr, 2008
- Habronestes jocquei Baehr, 2003
- Habronestes longiconductor Baehr, 2003
- Habronestes macedonensis (Hogg, 1900)
- Habronestes minor Baehr, 2003
- Habronestes monocornis Baehr, 2003
- Habronestes piccolo Baehr, 2003
- Habronestes pictus (L. Koch, 1865)
- Habronestes powelli Baehr, 2008
- Habronestes pseudoaustraliensis Baehr, 2003
- Habronestes raveni Baehr, 2003
- Habronestes rawlinsonae Baehr, 2003
- Habronestes striatipes L. Koch, 1872 *
- Habronestes tillmani Baehr, 2008
- Habronestes toddi (Hickman, 1944)
- Habronestes ulrichi Baehr, 2008
- Habronestes ungari Baehr, 2003
- Habronestes weelahensis Baehr, 2003
- Habronestes wilkiei Baehr, 2003